# Queen’s Rangers
Die Queen’s Rangers, auch bekannt als Queen’s American Rangers oder später auch Simcoe’s Rangers, waren eine Militäreinheit, welche im Siebenjährigen Krieg und im Amerikanischen Unabhängigkeitskrieg an der Seite der Loyalisten kämpften.

## Siebenjähriger Krieg
Im Siebenjährigen Krieg kämpften die Franzosen und Briten um Territorien in Nordamerika. Die Franzosen verbündeten sich mit den Indianern, welche Guerillataktiken anwendeten. Diese Taktik erwies sich als äußerst effektiv gegen die regulären britischen Soldaten, welche darauf nicht vorbereitet waren. Robert Rogers, welcher als Scout viele Erfahrungen mit der irregulären Kriegsführung gemacht hatte, rekrutierte Soldaten aus Einheimischen und bildete diese in dieser Kriegsführung aus und stellte die Queen’s Ranger auf, zu dieser Zeit auch als  Rogers’ Rangers bezeichnet.

## Amerikanischer Unabhängigkeitskrieg
Als 1775 der Amerikanische Unabhängigkeitskrieg  ausbrach, rekrutierte Robert Rogers Truppen in New York (hauptsächlich Long Island und Westchester). Diese Truppe wurde zu Ehren der Frau von George III. Queen’ Loyal Virginia Regiment genannt. Rogers verließ die Einheit später und am 15. Oktober 1777 wurde John Graves Simcoe das Kommando erteilt. Er nahm 1777 bis 1778 an der sogenannten Philadelphia Kampagne teil, welche das Ziel beinhaltete, Philadelphia unter die Kontrolle der Loyalisten zu bekommen. Simcoe hatte großen Erfolg, weshalb manche die Queen’s Rangers Simcoe’s Rangers nannten.

## Verfilmungen
Die Queen’s Rangers spielen in der US-amerikanischen Historienserie Turn: Washington’s Spies, die sich mit der unter George Washingtons Befehl stehenden Spionageverbindung Culper Ring beschäftigt, eine wichtige Rolle.

## Bilder

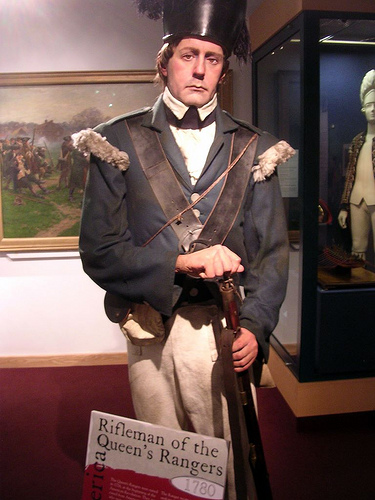
Britisches Militärmuseum
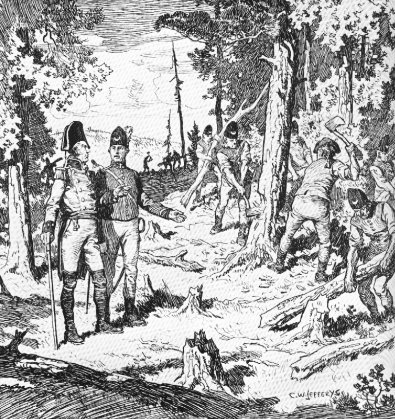
Queen’s Ranger unter Leutnant Colonel Simcoe
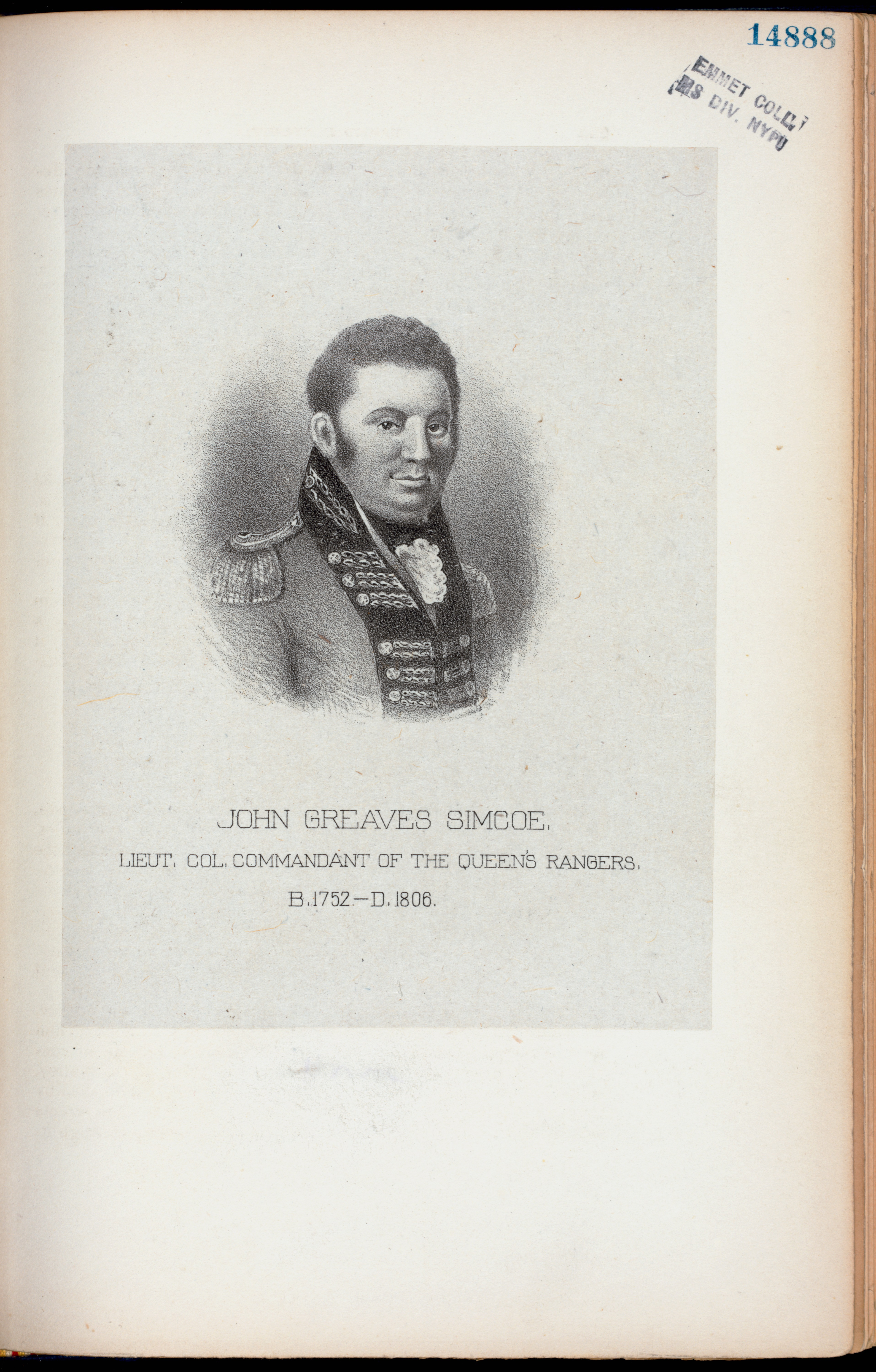
John Graves Simcoe
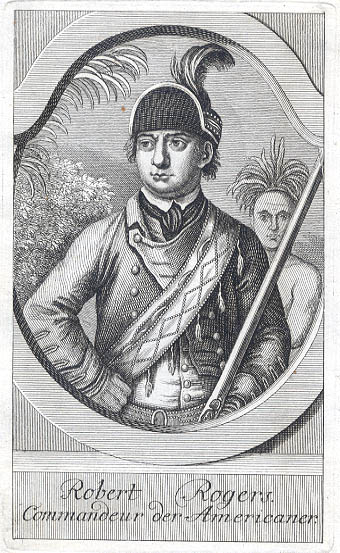
Robert Rogers